# Фроули, Дэвид
Дэ́вид Фро́ули (англ. David Frawley) или Вамаде́ва Ша́стри (IAST: Vāmadeva Śāstrī, санскр. वामदेव शास्त्री) — американский писатель, астролог и аюрведический врач, автор книг по индуизму, йоге и Аюрведе. Дэвид Фроули — основатель и руководитель Американского института ведических исследований в Санта-Фе (Нью-Мексико) в котором преподаются курсы философии йоги, Аюрведы и ведической астрологии. Он также является профессором ведической астрологии и Аюрведы в Международном ведическом индуистском университете.
В 2015 году награждён «Падма бхушан» — третьей по значимости гражданской государственной наградой Индии.

## Биография
Дэвид Фроули родился в 1950 году в городе Ла Кросс (штат Висконсин) в католической семье. Он был вторым из десяти детей. До того, как Дэвиду исполнилось 10 лет, он учился в католической школе. Затем он вместе с семьёй переехал жить в Денвер, Колорадо.
Фроули является основателем и руководителем Американского института ведических исследований в городе Санта-Фе штата Нью-Мексико. Институт предлагает курсы по индуистской философии йоги, джьотишу и Аюрведе. Фроули регулярно посещает Индию, где выступает с лекциями и проводит конференции.
Фроули — один из немногих западных последователей индуизма, признанных в Индии как «ведачарья» (учитель Вед). В своей книге «Как я стал индуистом» («How I Became a Hindu») он детально описывает свой духовный поиск: начиная от католического воспитания и до принятия индуизма. В частности, в книге он рассказывает о том, как в начале 1970-х годов начал самостоятельно изучать Веды и санскрит по учебнику санскритской грамматики.

## Награды и звания
С 1987 года Дэвид Фроули является дипломированным доктором китайской традиционной медицины. С 1984 по 1990 год он преподавал китайскую медицину в Международном институте китайской медицины.
В 1991 году по инициативе индуистского гуру Авадхуты Шастри Дэвид Фроули получил имя "Вамадева Шастри" — в честь великого ведического риши Вамадевы. В 1993 году Вамадева Шастри стал одним из первых американцев, получивших титул «джьотиш-гуру» от "Индийского совета астрологических наук"— самой крупной ассоциации по ведической астрологии в мире.
В 1995 году в Мумбаи, за свои познания Вамадева Шастри получил титул «дхармачарья» (санскр. - Учитель Дхармы (Божественного закона) и премию «Брахмачари Вишванатхджи».

## Взгляды
Вамадева Шастри видит смысл своей деятельности в популяризации «ведического знания». Он рассматривает себя как учителя и помощника, дающего людям возможность использовать ведические системы для духовного обогащения жизни и достижения самоосознания. Он считает ведическую мудрость средством для освобождения души, а не догмой, предназначенной для порабощения человека. По его мнению, ведическое знание является средством общения с «сознательной вселенной».
Дэвид Фроули утверждает, что истинная религия не может быть ограничена географическими рамками. По его мнению, для человека не должно составлять проблемы получить духовное благо от учения, возникшего за пределами его культурного контекста. Он говорит, что «Перед тем как считать себя западными людьми или людьми Востока, мы должны осознать, что прежде всего мы являемся человеческими существами». «Личность это что-то, что мы всё равно потеряем».
В своих книгах «Миф арийского вторжения в Индию» («The Myth of the Aryan Invasion of India») и «В поисках колыбели цивилизации» (англ. - «In Search of the Cradle of Civilization») Фроули критикует возникшие в XIX веке расовые интерпретации индийской "преистории". К таковым он относит теорию о конфликте между вторгшимися на индийский субконтинент ариями и дравидами. Согласно Фроули, не существует расовых доказательств какого-либо арийского вторжения в Индию. Напротив, имеются свидетельства преемственности группы людей, которые традиционно считали себя ариями.
Научно говоря, не существует такой вещи как арийская и дравидская расы. Так называемые арии и дравиды Индии являются членами одной и той же средиземноморской ветви европеоидной расы,… европеоидная раса состоит не только из белых, но и из темнокожих. Цвет кожи и раса является ещё одной не так давно опровергнутой идеей XIX века.
В Пуранах говорится, что дравиды являются потомками одного из древних ведийских народов турвашей…В Пуранах также описываются как потомки ведийских царей китайцы, персы и другие неиндийские народы. Веды считают всех людей потомками легендарного прародителя человечества Ману.

## Критика
Фроули — важная фигура в индуистском националистическом движении хиндутва.
Мира Нанда подчёркивает, что он принадлежит к религиозным ультраправым, клеймящим ислам и христианство религиями для «низшего интеллекта»  - "...and whose works feature a Hindu Supremacist spin" (англ.: "его подход (работы) демонстрируют примат индуизма").
Эдвин Брайант пишет, что работы Фроули являются «проиндуистскими» и более успешными именно среди индуистской аудитории, на которую они рассчитана и где его подход, в отличие от академических кругов, имеет довольно значительное влияние. По мнению Брайанта, Фроули «посвятил себя передаче символической духовной парадигмы посредством парадигмы критическо-эмпирико-рациональной».
В переписке, опубликованной в индийской ежедневной газете «The Hindu", американский индолог Майкл Витцель отверг предлагаемую Фроули связь ведийской литературы с Индской цивилизацией и руинами города на дне Камбейского залива.
Витцель охарактеризовал подобные идеи как неверную интерпретацию ведийских текстов, в которой игнорируются или неправильно толкуются другие свидетельства, и которая мотивируется «неистовыми поисками древности». Вицель утверждает, что предлагаемые Дэвидом Фроули «экологический подход» и «новаторские теории» в области истории Древней Индии сводятся к пропаганде популярных в настоящее время идей автохтонности ариев.
Брюс Линкольн считает идеи автохтонизма, выдвигаемые Дэвидом Фроули и другими авторами, продуктом «узкого национализма». Он называет их «упражнениями в учёности (= миф + сноски)», в которых в поддержку желаемых идей выборочно приводятся археологические данные нескольких тысячелетий, без привлечения специальной литературы, которая бы их адекватно интерпретировала. Конрад Эльст, в свою очередь, замечает:
С тех пор как марксисты вот уже много десятилетий занимают влиятельные позиции в науке и средствах массовой информации, нет ничего удивительного в том, что их атаки на других часто носят характер надменного отвержения. Над работой Дэвида Фроули смеются, указывая на отсутствие у него западного академического образования (он изучал Веды в традиционном индийском окружении и был признан «Ведачарьей»). Тот факт, что он опубликовал труды по Аюрведе и ведийской астрологии считается достаточным для того, чтобы объявить его шарлатаном.

## Избранные публикации на английском
- Gods, Sages, and Kings, Lotus Press, Twin Lakes, Wisconsin ISBN 0-910261-37-7
- From the River of Heaven, Lotus Press, Twin Lakes, Wisconsin ISBN 0-910261-38-5
- Hinduism: The Eternal Tradition (Sanatana Dharma), Voice of India, New Delhi ISBN 81-85990-29-8
- The Myth of the Aryan Invasion Theory online book, update, article
- In Search of the Cradle of Civilization, with Georg Feuerstein[англ.], Subhash Kak. Motilal Banarsidass, 1999. ISBN 81-208-1626-9.
- How I Became a Hindu
- The Rig Veda and the History of India ISBN 81-7742-039-9
- Hinduism and the Clash of Civilizations.
- Yoga and Ayurveda, Lotus Press, Twin Lakes, Wisconsin ISBN 0-914955-81-0
- Tantric Yoga, Lotus Press, Twin Lakes, Wisconsin ISBN 0-910261-39-3
- Wisdom of the Ancient Seers, Lotus Press, Twin Lakes, Wisconsin ISBN 0-910261-36-9
- Oracle of Rama, Lotus Press, Twin Lakes, Wisconsin ISBN 0-910261-35-0
- Yoga and the Sacred Fire, Lotus Press, Twin Lakes, Wisconsin ISBN 0-940985-75-6
- Ayurvedic Healing, Lotus Press, Twin Lakes, Wisconsin ISBN 0-914955-97-7
- Ayurveda and Marma Therapy, (with Ranade and Lele), Lotus Press, Twin Lakes, Wisconsin ISBN 0-940985-59-4
- Yoga for Your Type: Ayurvedic Guide to Your Asana Practice, (with Summerfield-Kozak), Lotus Press, Twin Lakes, Wisconsin ISBN 0-910261-30-X
- Ayurveda: Nature’s Medicine, (with Ranade), Lotus Press, Twin Lakes, Wisconsin ISBN 0-914955-95-0
- Yoga of Herbs: Ayurvedic Guide to Herbal Medicine, (with Lad), Lotus Press, Twin Lakes, Wisconsin ISBN 0-941524-24-8
- Ayurveda and the Mind, Lotus Press, Twin Lakes, Wisconsin ISBN 0-914955-36-5
- Astrology of the Seers, Lotus Press, Twin Lakes, Wisconsin ISBN 0-914955-89-6
- Ayurvedic Astrology, Lotus Press, Twin Lakes, Wisconsin ISBN 0-940985-88-8